# 1961-es Copa Libertadores
Az 1961-es Copa Libertadores volt a legrangosabb dél-amerikai nemzetközi labdarúgótorna 2. kiírása. Az előző tornához képest 2-vel bővült a csapatok száma. A kupa 1961. április 2-án vette kezdetét és június 11-én ért véget.
A címvédő az uruguayi Peñarol volt. A tornát újra a Peñarol csapata nyerte meg.

## Résztvevők
| Ország    | Csapat                       | Kvalifikáció módja       |
| --------- | ---------------------------- | ------------------------ |
| Argentína | Independiente (1. torna)     | 1960-as argentin bajnok  |
| Bolívia   | Jorge Wilstermann (2. torna) | 1960-as bolíviai bajnok  |
| Brazília  | Palmeiras (1. torna)         | 1960-as brazil bajnok    |
| Chile     | Colo-Colo (1. torna)         | 1960-as chilei bajnok    |
| Kolumbia  | Santa Fe (1. torna)          | 1960-as kolumbiai bajnok |
| Ecuador   | Barcelona (1. torna)         | 1960-as ecuadori bajnok  |
| Paraguay  | Olimpia Asunción (2. torna)  | 1960-as paraguayi bajnok |
| Peru      | Universitario (1. torna)     | 1960-as perui bajnok     |
| Uruguay   | Peñarol (2. torna)           | 1960-as uruguayi bajnok  |

## Selejtező kör
| Hely. | Csapat    | M | Gy | D | V | G+ | G– | Gk | P | Továbbjutás vagy kiesés |
| ----- | --------- | - | -- | - | - | -- | -- | -- | - | ----------------------- |
| 1.    | Santa Fe  | 2 | 1  | 1 | 0 | 5  | 2  | +3 | 3 | Továbbjutott            |
| 2.    | Barcelona | 2 | 0  | 1 | 1 | 2  | 5  | −3 | 1 |                         |

| 1961. április 2. | Santa Fe                     | 3–0 | Barcelona | Bogotá                                                                                           |  |
|                  | Panzutto 25' 34' Perazzo 40' |     |           | Stadion: Estadio Nemesio Camacho El Campín Nézőszám: ~25 000 Játékvezető: Rafael Guerrero Parker |  |

| 1961. április 9. | Barcelona      | 2–2 | Santa Fe                 | Guayaquil                                                                                    |  |
|                  | Romero 46' 58' |     | Perazzo 10' Panzutto 50' | Stadion: Estadio Modelo Alberto Spencer Herrera Nézőszám: ~15 000 Játékvezető: Ovidio Orrego |  |

## Első kör

### 1. csoport
| Hely. | Csapat           | M | Gy | D | V | G+ | G– | Gk | P | Továbbjutás vagy kiesés |
| ----- | ---------------- | - | -- | - | - | -- | -- | -- | - | ----------------------- |
| 1.    | Olimpia Asunción | 2 | 1  | 0 | 1 | 6  | 4  | +2 | 2 | Továbbjutott            |
| 2.    | Colo-Colo        | 2 | 1  | 0 | 1 | 4  | 6  | −2 | 2 |                         |

| 1961. április 9. | Colo-Colo               | 2–5 | Olimpia Asunción                             | Santiago                                                                         |  |
|                  | Hormazábal 45' Toro 88' |     | González 12' Cabral 37' 79' Ferreira 48' 54' | Stadion: Estadio Nacional de Chile Nézőszám: ~17 780 Játékvezető: Esteban Marino |  |

| 1961. április 16. | Olimpia Asunción | 1–2 | Colo-Colo                  | Asunción                                                                                 |  |
|                   | González 1'      |     | Hormazábal 29' Álvarez 67' | Stadion: Estadio Osvaldo Domínguez Dibb Nézőszám: ~35 000 Játékvezető: Pablo Victor Vaga |  |

Az Olimpia csapata jutott tovább a jobb gólkülönbsége miatt.

### 2. csoport
| Hely. | Csapat        | M | Gy | D | V | G+ | G– | Gk | P | Továbbjutás vagy kiesés |
| ----- | ------------- | - | -- | - | - | -- | -- | -- | - | ----------------------- |
| 1.    | Peñarol       | 2 | 1  | 0 | 1 | 5  | 2  | +3 | 2 | Továbbjutott            |
| 2.    | Universitario | 2 | 1  | 0 | 1 | 2  | 5  | −3 | 2 |                         |

| 1961. április 19. | Peñarol                                | 5–0 | Universitario | Montevideo                                                              |  |
|                   | Joya 36' 63' Spencer 44' 77' Sasía 85' |     |               | Stadion: Estadio Centenario Nézőszám: 57 630 Játékvezető: Carlos Robles |  |

| 1961. április 30. | Universitario         | 2–0 | Peñarol | Lima                                                                 |  |
|                   | Uribe 30' Iwasaki 37' |     |         | Stadion: Nemzeti Stadion Nézőszám: 12 000 Játékvezető: Carlos Robles |  |

Az Peñarol csapata jutott tovább a jobb gólkülönbsége miatt.

### 3. csoport
| Hely. | Csapat        | M | Gy | D | V | G+ | G– | Gk | P | Továbbjutás vagy kiesés |
| ----- | ------------- | - | -- | - | - | -- | -- | -- | - | ----------------------- |
| 1.    | Palmeiras     | 2 | 2  | 0 | 0 | 3  | 0  | +3 | 4 | Továbbjutott            |
| 2.    | Independiente | 2 | 0  | 0 | 2 | 0  | 3  | −3 | 0 |                         |

| 1961. május 4. | Independiente | 0–2 | Palmeiras              | Avellaneda                                                                                       |  |
|                |               |     | Gildo 33' Zequinha 85' | Stadion: Estadio Presidente Juan Domingo Perón Nézőszám: ~25 000 Játékvezető: Jose Dimas Larrosa |  |

| 1961. május 11. | Palmeiras  | 1–0 | Independiente | São Paulo                                                                      |  |
|                 | Scotto 40' |     |               | Stadion: Estádio do Pacaembu Nézőszám: ~40 000 Játékvezető: Jose Dimas Larrosa |  |

### 4. csoport
| Hely. | Csapat            | M | Gy | D | V | G+ | G– | Gk | P | Továbbjutás vagy kiesés |
| ----- | ----------------- | - | -- | - | - | -- | -- | -- | - | ----------------------- |
| 1.    | Santa Fe          | 2 | 1  | 0 | 1 | 5  | 2  | +3 | 2 | Továbbjutott            |
| 2.    | Jorge Wilstermann | 2 | 1  | 0 | 1 | 2  | 5  | −3 | 2 |                         |

| 1961. április 30. | Jorge Wilstermann        | 3–2 | Santa Fe                | Cochabamba                                                                   |  |
|                   | López 8' 76' Sánchez 17' |     | Panzutto 13' Castro 86' | Stadion: Estadio Félix Capriles Nézőszám: ~35 000 Játékvezető: Carlos Robles |  |

| 1961. május 7. | Santa Fe   | 1–0 | Jorge Wilstermann | Bogotá                                                                                |  |
|                | Claure 26' |     |                   | Stadion: Estadio Nemesio Camacho El Campín Nézőszám: ~25 000 Játékvezető: Luis Ventre |  |

A Santa Fe csapata jutott tovább újrajátszásokkal.

## Elődöntő

### A csoport
| Hely. | Csapat    | M | Gy | D | V | G+ | G– | Gk | P | Továbbjutás vagy kiesés |
| ----- | --------- | - | -- | - | - | -- | -- | -- | - | ----------------------- |
| 1.    | Palmeiras | 2 | 1  | 1 | 0 | 6  | 3  | +3 | 3 | Továbbjutott            |
| 2.    | Santa Fe  | 2 | 0  | 1 | 1 | 3  | 6  | −3 | 1 |                         |

| 1961. május 21. | Santa Fe              | 2–2 | Palmeiras               | Bogotá                                                                                     |  |
|                 | Perazzo 8' Castro 52' |     | Gildo 7' Chinesinho 39' | Stadion: Estadio Nemesio Camacho El Campín Nézőszám: ~35 000 Játékvezető: João Etzel Filho |  |

| 1961. május 28. | Palmeiras                    | 4–1 | Santa Fe    | São Paulo                                                                 |  |
|                 | Romeiro 3' 22' Tozzi 44' 57' |     | Mottura 66' | Stadion: Estádio do Pacaembu Nézőszám: ~60 000 Játékvezető: Ovidio Orrego |  |

### B csoport
| Hely. | Csapat           | M | Gy | D | V | G+ | G– | Gk | P | Továbbjutás vagy kiesés |
| ----- | ---------------- | - | -- | - | - | -- | -- | -- | - | ----------------------- |
| 1.    | Peñarol          | 2 | 2  | 0 | 0 | 5  | 2  | +3 | 4 | Továbbjutott            |
| 2.    | Olimpia Asunción | 2 | 0  | 0 | 2 | 2  | 5  | −3 | 0 |                         |

| 1961. május 21. | Peñarol                       | 3–1 | Olimpia Asunción | Montevideo                                                                  |  |
|                 | Joya 20' Cubilla 73' Cano 87' |     | González 50'     | Stadion: Estadio Centenario Nézőszám: ~42 000 Játékvezető: Carlos Nai Fonio |  |

| 1961. május 27. | Olimpia Asunción | 1–2 | Peñarol                          | Asunción                                                                                   |  |
|                 | Doldán 10'       |     | Sasía 77' (11-esből) Cubilla 80' | Stadion: Estadio Osvaldo Domínguez Dibb Nézőszám: ~15 000 Játékvezető: José Luis Praddaude |  |

## Döntő
| Hely. | Csapat    | M | Gy | D | V | G+ | G– | Gk | P | Továbbjutás vagy kiesés |
| ----- | --------- | - | -- | - | - | -- | -- | -- | - | ----------------------- |
| 1.    | Peñarol   | 2 | 1  | 1 | 0 | 2  | 1  | +1 | 3 | Győztes                 |
| 2.    | Palmeiras | 2 | 0  | 1 | 1 | 1  | 2  | −1 | 1 |                         |

| 1961. június 4. | Peñarol     | 1–0 | Palmeiras | Montevideo                                                                    |  |
|                 | Spencer 89' |     |           | Stadion: Estadio Centenario Nézőszám: 64 376 Játékvezető: José Luis Praddaude |  |

| 1961. június 11. | Palmeiras | 1–1 | Peñarol  | São Paulo                                                                       |  |
|                  | Nardo 77' |     | Sacia 2' | Stadion: Estádio do Pacaembu Nézőszám: ~50 000 Játékvezető: José Luis Praddaude |  |

## Bajnok
| Copa Libertadores 1961-es bajnok |
| -------------------------------- |
| Peñarol 2. cím                   |

## Góllövőlista
| # | Játékos              | Klub             | Gólok |
| - | -------------------- | ---------------- | ----- |
| 1 | Osvaldo Panzutto     | Santa Fe         | 4     |
| 2 | Alberto Perazzo      | Santa Fe         | 3     |
| 2 | Juan Joya            | Olimpia Asunción | 3     |
| 2 | José Francisco Sasía | Peñarol          | 3     |
| 2 | Alberto Spencer      | Peñarol          | 3     |